# Baqueta (arquitectura)
La baqueta, baquetilla o junquillo es la moldura redonda, la de menor diámetro entre las de perfil convexo.
Se aplica a varios elementos de arquitectura como los arquitrabes, arquivoltas, bandas, cornisas, etc.
Solía adornarse con cintas, perlas, cordones, hojas y granos de laurel, etc., y cuando pasaba de 6 mm de diámetro se llama bocel.
En las construcciones de la Edad Media se empleó con profusión, sobre todo en los siglos XII y XIII, en los nervios de las bóvedas, en sustitución de las aristas de los pies derechos de los vasos y en los hacecillos de las columnas.